# Liste der Staatsoberhäupter 130
Übersicht
◄◄ | ◄ | 126 | 127 | 128 | 129 | Liste der Staatsoberhäupter 130 | 131 | 132 | 133 | 134 | ► | ►►

Weitere Ereignisse

## Afrika
- Aksumitisches Reich
  - König: s. Aksumitisches Reich

- Reich von Kusch
  - König: Tamelerdeamani (114–134)

- Römisches Reich
  - Provincia Romana Aegyptus
    - Präfekt: Titus Flavius Titianus (126 (125?)–133)

## Asien
- Armenien
  - König: Vologaeses I. (117–137)

- China
  - Kaiser: Han Shundi (125–144)

- Iberien (Kartlien)
  - König: Parsmen II. (116–132)

- Indien
  - Satavahana
    - König: Gautamiputra Sātakarni (106–130)
    - König: Vashishtiputra Pulumāyi II. (130–158)

- Japan (Legendäre Kaiser)
  - Kaiser: Keikō (71–130)

- Korea
  - Baekje
    - König: Gaeru (128–166)

  - Gaya
    - König: Suro (42–199?)

  - Silla
    - König: Jima Isageum (112–134)

- Kuschana
  - König: Vasischka (127–140)

- Osrhoene
  - König: Ma'nu VII. (123–139)

- Partherreich
  - Schah (Großkönig): Vologaeses III. (128–147)
  - nur im Osten regierend: Mithridates V. (128–147)

## Europa
- Bosporanisches Reich
  - König: Kotys II. (123/124–132/133)

- Römisches Reich
  - Kaiser: Hadrian (117–138)
    - Konsul: Quintus Fabius Catullinus (130)
    - Konsul: Marcus Flavius Aper (130)
    - Suffektkonsul: Cassius Agrippa (130)
    - Suffektkonsul: Quartinus (130)